# Isla Björkö
La isla Björkö es una isla en el municipio de Korsholm (finlandés: Mustasaari), en Finlandia. Está situada en la zona de Kvarken del golfo de Botnia. El asentamiento principal se llama Björköby. Además de la isla principal, la zona de Björkö incluye 350 islotes y su superficie total es de 72 km². En 1973, el municipio de Björköby fue fusionado con Korsholm.
Durante el reinado de Suecia sobre Finlandia, la isla se caracterizaba por ser una base de transporte en el archipiélago en la parte finlandesa.